# Gals
Gals är en ort och kommun i distriktet Seeland i kantonen Bern, Schweiz. Kommunen har 838 invånare (2023).